# Chiesa di Santa Lucia della Campagna
La chiesa di Santa Lucia della Campagna, conosciuta anche come chiesa del Signore della Campagna e anticamente come chiesa di Sant'Anastasia, è un edificio religioso di Caltanissetta.

## Storia
È menzionata per la prima volta nel 1590 in un documento del notaio Calà con il nome di "Santa Anastasia"; tale nome è dovuto probabilmente al fatto che le terre su cui sorge, sin dal 1450 appartenessero all'abbazia di Santa Anastasia di Castelbuono. 
Il nucleo originario sorgeva su uno sperone roccioso e aveva dimensioni modeste. Fu ingrandita nel Settecento, forse in concomitanza con la concessione della chiesetta ai padri minori del monastero di Sant'Antonio di Caltanissetta; a seguito di ciò la chiesetta originaria divenne la sagrestia della nuova chiesa. I due altari laterali erano adornati l'uno da un quadro raffigurante sant'Anastasia di Sirmio, dipinto dal pittore nisseno Falduzzi nel 1747, e l'altro da una statua lignea di santa Lucia, che veniva portata in processione per il 13 dicembre, in occasione della festa della santa. Attualmente il quadro si trova nel museo diocesano di Caltanissetta e la statua nella chiesa di Santa Lucia, dopo essere stata traslata inizialmente nella chiesa della Madonna dell'Arco che per tale motivo da allora iniziò ad essere appellata anch'essa a Santa Lucia. Nell'Ottocento divenne luogo di sepoltura e nel 1890 la famiglia Ayala, proprietaria del fondo su cui si trovava la chiesa, vi affiancò la cappella funeraria di famiglia.
Il titolo di chiesa del Signore "della Campagna" nasce per differenziarla dalla chiesa del Signore "della Città", che si trova all'interno del perimetro urbano.

## Descrizione
Si trova nelle campagne a sud-est di Caltanissetta, in una zona chiamata contrada Santa Lucia proprio per la presenza del piccolo edificio religioso. L'interno della sagrestia, corrispondente al nucleo originario, è decorato da due affreschi laterali a grandezza umana laterali raffiguranti santa Lucia e sant'Anastasia, e dall'affresco del Cristo pantocratore benedicente, posto al centro, nella lunetta sopra la finestrella. L'affresco di santa Lucia fu danneggiato dalla costruzione di un soppalco ligneo probabilmente da parte di un frate eremita che fece della chiesetta il proprio alloggio. Nella sagrestia inoltre si trova l'altare ligneo che fu spostato dall'interno della chiesa a seguito del Concilio Vaticano II. Nella parete di fondo, un tempo tutta affrescata, è riconoscibile il dipinto di un crocifisso, mentre nei due altari laterali si trovano un crocifisso e un quadro raffigurante Santa Lucia. La cappella gentilizia, il cui accesso è posto alla sinistra del moderno altare centrale, è affrescata con motivi floreali; vi si trova un altare marmoreo e le lapidi di Pietro e e Antonio Ayala con quelle delle rispettive mogli. Al di sotto della cappella si trova la cripta, scavata nella roccia, alla quale si accede tramite un viottolo laterale.